# Marcel Lanquetuit
Marcel Lanquetuit, né à Rouen le 8 juin 1894 et mort le 21 mai 1985 à Bois-Guillaume, est un organiste, improvisateur, pianiste, chef d’orchestre, pédagogue et compositeur français.

## Biographie
Son père, Charles Lanquetuit (1860-1932), était maître de chapelle à l’église Saint-Godard de Rouen.
Il commence ses études musicales dans sa ville natale avec Albert Dupré, puis entreprend l’orgue et les matières théoriques (harmonie, contrepoint, fugue) en privé avec Marcel Dupré. Il poursuit l’orgue avec Eugène Gigout au Conservatoire de Paris en 1913 et obtient son Premier Prix l’année suivante.
Il est mobilisé de 1914 à 1919. En 1918, il épouse Marcelle Lacombe dont il aura un fils, Pierre, architecte.

## Carrière
D’abord organiste à l’orgue de chœur de l'église Saint-Godard (1910-1914), il en devient titulaire en 1920. Il est nommé titulaire de l’orgue de la cathédrale de Rouen en 1938, où il succède à Henri Beaucamp. Il le demeurera jusqu’en 1978.
Parallèlement, il remplace occasionnellement à Saint-Sulpice, Marcel Dupré en tournée.
Lui-même fait une tournée de récitals aux États-Unis en 1926 : New York, Princeton, Philadelphie (sur l’orgue géant du magasin Wanamaker).
Il a enseigné en privé et a été le suppléant de Marcel Dupré au Conservatoire de Paris avant la guerre de 1939-1945. Professeur d’orgue au conservatoire de Rouen durant 15 ans, il compte parmi ses élèves, Pierre Labric, Bernard Havel, Jean-Claude Touche, Odile Pierre, René Alix et Marie-Thérèse Duthoit (qui lui succédera à la cathédrale en 1978).

## Distinctions
- 1934 – Il est reçu à l'Académie des sciences, belles-lettres et arts de Rouen le 9 mars 1934 avec un discours sur L’improvisation musicale de Titelouze à Marcel Dupré.
- 1958 –  Chevalier de la Légion d'honneur.
- 1961 –  Chevalier de l'ordre de Saint-Grégoire-le-Grand.

## Compositions
Préférant l’improvisation, il a peu composé et plusieurs de ses manuscrits ont été perdus dans l’incendie de la maison familiale en 1940. 

Il est connu surtout comme l’auteur d’une Toccata en ré majeur pour grand orgue, publiée en 1927 chez A. Leduc à Paris. On lui doit aussi un court Intermezzo en sol majeur pour orgue.